# Jakob Singer (Baumeister, 1718)
Jakob Singer (* 25. Juli 1718 in Forchach; † 10. März 1788 in Luzern) war ein österreichisch-schweizerischer Baumeister.

## Leben
Seine Eltern waren die Eheleute Johann Georg Singer und Anna, geborene Pföffer. Sein jüngerer Bruder, der spätere Baumeister Johann Anton Singer (1721–1795), war stellenweise in die Arbeiten von Jakob Singer eingebunden und entwickelte eigene Entwürfe und setzte diese in eigene Arbeiten um. Nachdem Jakob Singer 1756 Hintersäss (Einwohner ohne Bürgerrecht) in Luzern wurde, fand er 1757 Aufnahme in die Zunft zu Safran. 1758 erhielt er die Bürgerrechte und heiratete 1759 Barbara Imbach, mit der er neun Kinder hatte.

## Realisierungen
- 1746: Kollegium Sarnen
- 1752: Pfarrkirche Luthern[3]
- 1758: Pfarrkirche St. Martin in Hochdorf[4]
- 1769–1774: Pfarrkirche Schwyz

Chronologisches Werkverzeichnis in: Heinz Horat: Die Baumeister Singer im schweizerischen Baubetrieb des 18. Jahrhunderts. Rex Verlag, Luzern/Stuttgart 1980 (Luzerner Historische Veröffentlichungen, 10), S. 31–32. ISBN 3-7252-0359-8

## Weblink
- Heinz Horat: Singer, Jakob. In: Historisches Lexikon der Schweiz.